# Kerriochloa
Kerriochloa és un gènere de plantes de la família de les poàcies, ordre de les poals, subclasse de les commelínides, classe de les liliòpsides, divisió dels magnoliofitins.

## Taxonomia
- Kerriochloa siamensis C.E. Hubb.
  -     - Kerriochloa siamensis var. dalatensis A. Camus
    - Kerriochloa siamensis var. sabulicola A. Camus